# عظيم الله خان
عظيم الله خان يوسفزاي (1830-1859)، والمعروف أيضًا باسم ديوان عظيم الله خان، عُين أمينًا أولًا، ثم رئيسًا للوزراء (وديوان هي بادئة  بمعنى رئيس الوزراء) لنانا صاحب. وهو معروف أيضًا باسم كرانتيدوّت عظيم الله خان (وتعني كرانتيدوّت باللغة الهندية "سفير الثورة").
شارك عظيم الله خان  في التمرد الهندي في عام 1857، ومن منطلق أساسه الأيديولوجية، حيث كان له تأثير على النبلاء المهمين مثل نانا صاحب.